# Brommagymnasterna
Brommagymnasterna är en stor gymnastikförening i Bromma, Stockholm.
Brommagymnasterna bildades 1950 och är idag en av Sveriges största och mest framgångsrika gymnastikföreningar med över 2500 aktiva gymnaster.
Brommagymnasterna är aktiva inom barngymnastik, flick- och pojkgymnastik, truppgymnastik och artistisk gymnastik, samt aerobics och showdans. 
Föreningen driver också ett helägt gym med namnet "Bromma Träningscenter" i gamla posthuset vid Brommaplan.